# ويليام كينغ
ويليام كينغ (بالإنجليزية: William King)‏ (1 يناير 1900 بغلاسكو في المملكة المتحدة - 10 مارس 1962) هو مدرب كرة قدم ولاعب كرة قدم بريطاني (وحمل سابقاً جنسية المملكة المتحدة لبريطانيا العظمى وأيرلندا) في مركز الدفاع. شارك مع منتخب اسكتلندا لكرة القدم. أما مع النوادي، فقد لعب مع نادي كوينز بارك.

## وصلات خارجية
- ويليام كينغ على موقع قاعدة بيانات كرة القدم.إي يو (الإنجليزية)